# Helmuth Schmalzl
Helmuth Schmalzl (Ortisei, 8 ottobre 1948) è un ex sciatore alpino, allenatore di sci alpino e dirigente sportivo italiano.

## Biografia

### Carriera sciistica
Schmalzl in Coppa del Mondo debuttò il 3 febbraio 1967 a Madonna di Campiglio in discesa libera (44º) e ottenne il primo risultato di rilievo il 14 febbraio 1969 nella medesima specialità sulla Saslong della Val Gardena, quando si piazzò al 10º posto. In seguito si specializzò nelle prove tecniche (slalom gigante e slalom speciale) e nel 1972 partecipò agli XI Giochi olimpici invernali di Sapporo 1972, sua unica presenza olimpica, dove fu 16º nello slalom gigante. Nella stessa stagione e nella stessa specialità conquistò il primo podio in Coppa del Mondo, il 18 febbraio a Banff (3º).
Nella stagione 1973-1974 ottenne il suo miglior piazzamento in Coppa del Mondo (2º nello slalom gigante di Val-d'Isère dell'8 dicembre, suo ultimo podio in carriera) e partecipò ai Mondiali di Sankt Moritz 1974, dove si classificò 4º nello slalom gigante. Sempre nel 1974, il 7 gennaio, si classificò 4º nello slalom gigante di Coppa del Mondo disputato a Berchtesgaden, preceduto dai connazionali Piero Gros, Gustav Thöni ed Erwin Stricker e seguito dall'altro azzurro Tino Pietrogiovanna: l'eccezionale risultato fu salutato dalla stampa italiana con l'appellativo "Valanga azzurra", che sarebbe poi entrato nell'uso comune in riferimento alla forte nazionale italiana degli anni 1970. Il suo ultimo piazzamento in carriera fu il 10º posto ottenuto nello slalom parallelo di Coppa del Mondo disputato in Val Gardena il 23 marzo 1975.

### Carriera da allenatore e dirigente
Dopo il ritiro dalle competizioni fu direttore tecnico della nazionale italiana e responsabile della sicurezza per la pista Saslong. In seguito, su incarico della Federazione internazionale sci, ricoprì il ruolo di responsabile della sicurezza delle prove veloci maschili e di tracciatore di tutte le discese libere della Coppa del Mondo, dei Campionati mondiali e dei Giochi olimpici dalla stagione 1995-1996 alla stagione 2013-2014.

## Palmarès

### Coppa del Mondo
- Miglior piazzamento in classifica generale: 11º nel 1974
- 4 podi (tutti in slalom gigante):
  - 1 secondo posto
  - 3 terzi posti

### Campionati italiani
- 3 medaglie[6]:
  - 2 ori (combinata nel 1971; slalom gigante nel 1973)
  - 1 argento (discesa libera nel 1971)